# Blood II: The Chosen
Blood II: The Chosen (с англ. — «Кровь II: Избранный») — компьютерная игра, продолжение игры Blood. Графические возможности игры построены на первой версии движка LithTech. Игра имеет дополнение под названием Blood II: The Nightmare Levels, которое вышло в 1999 году.

## Сюжет
Сюжет игры разворачивается через 100 лет после того, как главный герой Калеб убил Чернобога. Однако религиозный культ Cabal вскоре воспрянул и реорганизовался в корпорацию CabalCo. Культ приобрёл могущество и стал оказывать влияние на политические партии и разного рода организации крупного масштаба. Корпорация готовилась к пришествию тёмного правителя и создавала необходимые условия для этого. Однако на их пути встал вернувшийся Калеб.

## Отзывы критиков
| Сводный рейтинг       | Сводный рейтинг |
| Агрегатор             | Оценка          |
| --------------------- | --------------- |
| GameRankings          | 66,39 %         |
| Иноязычные издания    |                 |
| Издание               | Оценка          |
| Next Generation       | [ 3 ]           |
| PC Gaming World       | 4/10            |
| Русскоязычные издания |                 |
| Издание               | Оценка          |
| «Игромания»           | 8,5/10          |

Марк Ашер из CNET Gamecenter сообщил о «неутешительных» продажах Blood II в США в период рождественских распродаж 1998 года — аналогичную проблему испытывали конкурирующие игры SiN и Shogo: Mobile Armor Division. Отметив, что «единственным шутером от первого лица, действительно хорошо показавшим себя в этот период, стал Half-Life», он предположил, что рынок игр данного жанра оказался меньше, чем считалось ранее. В апреле 1999 года Ашер писал, что игра «не добилась успеха в розничной продаже, хотя, по слухам, Monolith получила прибыль от OEM-соглашений».
Издание Next Generation поставило версии игры для ПК два из пяти возможных звёзд и отметило: «В конце концов, Blood II напоминает Сибиллу, героиню книги журналистки Флоры Шрайбер, среди видеоигр: она подражает множеству различных шутеров, но не имеет собственной индивидуальности». Элвис Бейкон из PC Gaming World также подверг игру критике, отметив, что у неё «нет ни геймплея, способного конкурировать с эталоном жанра — Half-Life, ни харизмы своего предшественника».